# Haarbach

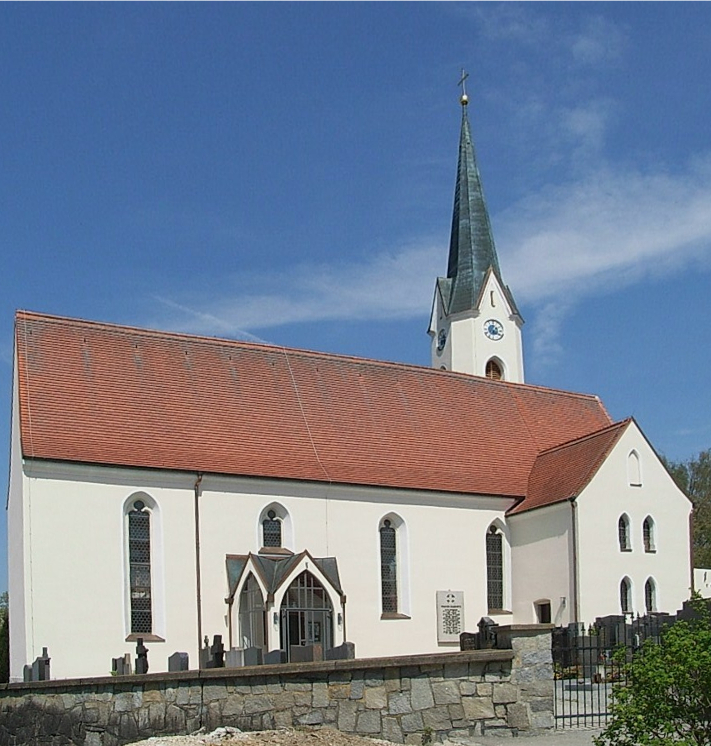
Die katholische Pfarrkirche St. Martin

Haarbach ist eine Gemeinde und ein gleichnamiges Pfarrdorf im niederbayerischen Landkreis Passau.

## Geografie

### Geografische Lage
Der Hauptort liegt in der Region Donau-Wald rund 28 km westlich von Passau, 20 km nördlich von Rotthalmünster, 23 km östlich von Pfarrkirchen und 17 km südlich von Vilshofen an der Donau. Damit befindet sich die Gemeinde am Rande der bayerischen Toskana (Unteres Rottal), inmitten des Klosterwinkels und des Holzlandes in der typischen niederbayerischen Hügellandschaft.

### Nachbargemeinden
Die Nachbargemeinden sind:
- Bad Griesbach im Rottal
- Bad Birnbach (Landkreis Rottal-Inn)
- Egglham (Landkreis Rottal-Inn)
- Beutelsbach
- Ortenburg

### Gemeindegliederung
Es gibt 64 Gemeindeteile:
- Anleng
- Berger
- Bergham
- Binderöd
- Brunnwies
- Churfürst
- Dobl
- Edt
- Englöd
- Eschlbach
- Freiling
- Freudenberg
- Freudenheim (PLZ 94501)
- Grillenöd
- Grongörgen
- Grub
- Haarbach
- Haarbacherloh
- Haarbachfeld
- Haasen
- Hacken
- Halmöd
- Hausenberg
- Hilloed
- Hitzling
- Hof
- Hofstetten
- Holzhäuser
- Hötzenham
- Kellberg
- Kemauthen
- Kleinthann
- Klobach
- Kreuzbach
- Kroißen
- Kronholz
- Kronöd
- Langdobl
- Lerchen
- Loh
- Machham
- Niederham
- Nussertsham
- Oberhörbach
- Oberndorf
- Oberthalham
- Oberthambach
- Oberuttlau
- Rainding
- Rauschöd
- Riedertsham
- Sachsenham
- Schmalzöd
- Schmelzenholzham
- Schnellertsham
- Unterhörbach
- Unterthalham
- Unterthambach
- Unteruttlau
- Wienertsham
- Wies
- Winkl
- Wolfakirchen
- Zell

Es gibt die Gemarkungen Haarbach, Sachsenham, Uttlau und Rainding.

## Geschichte

### Bis zur Gemeindegründung
Haarbach wurde erstmals 820 urkundlich in einer Urkunde des Klosters Mondsee in Oberösterreich erwähnt.
Alban von Closen erbte 1508 von seinem Schwiegervater Georg von Frauenberg die Hofmark Haidenburg, zu der Haarbach zu dieser Zeit gehörte.
Die Hofmark Haarbach wurde im Jahre 1737 oder 1738 vom Kollegiatstift St. Wolfgang erworben.
Der Ort war Teil des Kurfürstentums Bayern, bildete aber eine geschlossene Hofmark des im Lkr. Erding gelegenen und 1803 im Zuge der Säkularisation aufgelösten Stifts St. Wolfgang. 1818 entstand die heutige politische Gemeinde.

### Eingemeindungen
Am 1. Februar 1970 wurden die Gemeinden Sachsenham und Uttlau eingegliedert.

### Einwohnerentwicklung
Im Zeitraum 1988 bis 2018 wuchs die Gemeinde von 2399 auf 2523 um 124 Einwohner bzw. um 5,2 %.
| Jahr | Einwohner |
| ---- | --------- |
| 1961 | 2561      |
| 1970 | 2503      |
| 1987 | 2372      |
| 1991 | 2431      |
| 1995 | 2517      |
| 2000 | 2529      |
| 2005 | 2625      |
| 2010 | 2577      |
| 2015 | 2587      |

## Politik
- UWH: 4
- WGR: 4
- WGU: 3
- WGW: 3

### Gemeinderat
Der Gemeinderat besteht aus dem ersten Bürgermeister und 14 Mitgliedern. Bei der Kommunalwahl vom 15. März 2020 haben von den 2190 stimmberechtigten Einwohnern in der Gemeinde Haarbach, 1494 von ihrem Wahlrecht Gebrauch gemacht, womit die Wahlbeteiligung bei 68,22 % lag.

### Bürgermeister
| Amtszeit      | Politiker             |
| ------------- | --------------------- |
| 1996–2020:    | Fritz Pflugbeil (CSU) |
| seit 20200000 | Franz Gerleigner      |

Erster Bürgermeister ist Franz Gerleigner (CSU). Dieser ist seit 1. Mai 2020 im Amt. Bei der Bürgermeisterwahl 2020 am 15. März erhielt er als einziger Kandidat einen Stimmanteil von 90,23 Prozent.

### Wappen
| | Blasonierung: „Durch eine eingeschweifte blaue Spitze, darin ein silbernes Andreaskreuz, gespalten; vorne in Silber eine rote gekürzte und gestürzte Spitze, hinten in Gold ein gestümmelter schwarzer Ast mit beiderseits zwei beblätterten Zweigen.“ |
| Wappenbegründung: Das Gemeindewappen erinnert durch die Verbindung von drei heraldischen Bildern an den im Jahr 1970 erfolgten freiwilligen Zusammenschluss der Gemeinden Haarbach, Sachsenham und Uttlau zur neuen Gemeinde Haarbach. Das weiße Feld mit der gestürzten roten Spitze entspricht dem seit 1957 von der ehemaligen Gemeinde Haarbach geführten Gemeindewappen. Es ist identisch mit dem einfachen Siegelbild des vom frühen 12. bis zum 14. Jahrhundert nachweisbaren Ortsadelsgeschlechts der Herren von Horbach (Harbach), die bis 1268 Inhaber der Herrschaft Haidenburg waren. Die Tingierung in Rot und Weiß verweist auch auf das ursprüngliche Ministerialenverhältnis der Horbacher zu den spanheimischen Grafen von Ortenburg und Kraiburg. Das hintere Feld nimmt das seit 1961 von der ehemaligen Gemeinde Sachsenham geführte Wappen auf; es entspricht dem spätmittelalterlichen Siegelbild der Wiels von Rainding, dem Hauptort und Pfarrsitz der Gemeinde Sachsenham. Die Wielser wirkten von 1383 bis 1528 als Ortenburger Pfleger in Rainding. Das silberne Andreaskreuz unten bezieht sich auf die ehemalige Gemeinde Uttlau und das Andreaspatrozinium der dortigen Pfarrkirche. Dieses Wappen wird seit 1971 geführt. | |

## Kultur und Sehenswürdigkeiten
- Alljährlich findet an einem Sonntag Ende Oktober in Grongörgen ein großer Leonhardiritt zur Wallfahrtskirche statt.
- In der Gemeinde Haarbach gibt es einen Faschingsverein, welcher im Gemeindeteil Rainding ansässig ist.
- Die Andreaskirche im Ortsteil Oberuttlau hat eine sehenswerte Ausmalung aus spätgotischer Zeit bewahrt.

## Wirtschaft und Infrastruktur

### Wirtschaft einschließlich Land- und Forstwirtschaft
Es gab 2011 nach der amtlichen Statistik im Bereich der Land- und Forstwirtschaft fünf, im produzierenden Gewerbe 162 und im Bereich Handel und Verkehr 128 sozialversicherungspflichtig Beschäftigte am Arbeitsort. In sonstigen Wirtschaftsbereichen waren am Arbeitsort 63 Personen sozialversicherungspflichtig beschäftigt. Sozialversicherungspflichtig Beschäftigte am Wohnort gab es insgesamt 960. Im verarbeitenden Gewerbe gab es keine, im Bauhauptgewerbe acht Betriebe. Zudem bestanden im Jahr 2010 76 landwirtschaftliche Betriebe mit einer landwirtschaftlich genutzten Fläche von 2114 ha.

### Bildung
Es gibt folgende Bildungseinrichtungen (Stand: 1999):
- Kindergärten: 75 Kindergartenplätze mit 76 Kindern
- Volksschulen: eine mit 13 Lehrern und 259 Schülern

## Söhne und Töchter von Haarbach
- Eduard Schleich der Ältere (1812–1874), Maler
- Andreas Steinhuber (1825–1907), Kurienkardinal, geboren in Uttlau
- Benedikt Bachmeier (1887–1970), Politiker des Bayerischen Bauernbundes